# Josep Ribot i Calpe
Josep Ribot i Calpe (Barcelona, 30 de juliol de 1888 - 18 de març de 1974), va ser un dibuixant i il·lustrador que va exercir durant el primer terç del segle xx, malgrat no ser especialment conegut ni divulgat.
Contemporani de Joan Junceda, Lola Anglada, Josep Obiols o Joan Vila d'Ivori, la seva importància rau a pertànyer a una generació d'artistes que, lluny de les avantguardes artístiques, cercaren una identitat entre il·lustració i país que sucumbí arran del conflicte bèl·lic del 1936.

## Formació i aprenentatge
Fill de pare gironí i de mare valenciana, de Borriol, de ben petit va mostrar una especial inclinació i afecció pel dibuix, que va estudiar a l'escola de l'Ateneu Obrer de Barcelona i més endavant a l'escola de la Llotja de la mà de Fèlix Mestres, de qui va ser deixeble i amb qui el va unir una gran amistat.
Durant els primers anys del segle xx, Josep Ribot va realitzar els seus primers àlbums de dibuixos, alhora que treballava com aprenent o meritori en diversos tallers d'artistes locals. Sense deixar els seus estudis a la Llotja, alternava altres sessions de dibuix a l'agrupació artística, feia petits encàrrecs, va començar a guanyar algun premi, etc.
A partir de 1910 va fer-se soci de Club Muntanyenc (i des del 1919 del Centre Excursionista de Catalunya) on va consolidar el seu desig de conèixer el seu país, tot fent excursions i dibuixant els seus paisatges... D'aquests anys són les seves primeres excursions a Montserrat, al Montseny, a Montgrony, etc.
El 1913, va guanyar un premi d'una borsa de viatge per anar a París. Però ell va optar per recórrer el seu país i va viatjar per l'illa de Mallorca i, després, pels Pirineus, tot fent nombrosos dibuixos de la gent, els costums i els paisatges. Així, mentre li agradava definir-se com a catalanesc, manifestava una gran afecció per tots els temes folklòrics, de costums populars, del món rural, del paisatgisme...

## Treball artístic
L'any 1914, va establir-se com a professional independent. Aquests anys van ser els d'una etapa artística marcada per certs èxits professionals, on va crear tota mena d'il·lustracions i treballs per a la indústria gràfica.
L'any 1915 va ser important per diversos motius: va guanyar un premi per una il·lustració d'un goig de la Mare de Déu de la Mercè, patrona de Barcelona; també es va instal·lar a Barcelona l'Institut Gràfic Oliva de Vilanova, on Josep Ribot va ser un dels principals col·laboradors d'aquesta impremta pionera de les arts gràfiques i de l'edició de llibres de bibliòfil. Per altra part, arran d'un viatge a Ripoll, va gestar una renovació gràfica de la capçalera del periòdic catalanista La Veu Comarcal (1915) i més endavant ho va fer també amb altres publicacions ripolleses com Delit (1917), El Catllar (1920), i Scriptòrium (1930).
Altres col·laboracions primerenques van ser la seva tasca com a director artístic al taller de fotogravat Apolo (1916) o els seus treballs com a dibuixant a l'Orfebreria Masriera (entre 1916 i 1919). I en general, durant tots aquests anys són nombrosos i variats els treballs de Josep Ribot amb entitats i editorials.
Però, especialment, són de destacar les col·laboracions artístiques que va realitzar amb el Centre Excursionista de Catalunya. Les guies que editaven sovint porten les seves il·lustracions. Així, com els dibuixos de temàtica religiosa, fruit del seu treball al Foment de la Pietat Catalana, relació que va mantenir durant més de quatre decennis, entre altres activitats.
El 23 d'abril de 1916, diada de Sant Jordi, Josep Ribot es va casar amb Francisca Rius i Sanuy, també artista. El seu antic professor, Fèlix Mestres va ser el padrí de boda. En els anys successius naixerien els seus quatre fills: Jordi, Núria, Rafel i Roser.
En aquests anys va desenvolupar una interessant, i poc divulgada, tasca de documentació gràfica de temàtica etnogràfica: amb Rossend Serra i Pagès va resseguir les passes del Comte Arnau i va participar en excursions científico-etnogràfiques; va prendre part en la fundació de l'Arxiu-Museu Folklòric Parroquial de Ripoll (ara, Museu Etnogràfic de Ripoll); va guanyar un premi per un recull de llegendes del Ripollès, dins del concurs del Llegendari Popular Català de l'any 1926; va editar-se l'àlbum de bibliòfil Costums de Catalunya (1931), amb una vintena d'il·lustracions seves, etc. I després de la guerra encara va col·laborar amb Ramon Violant i Simorra en el Museu d'Indústries i Arts Populars de Barcelona (ara, Museu Etnològic de Barcelona).

## Pintor i paisatgista
Durant els anys trenta Josep Ribot va exercir de docent a l'escola de la Llotja, treball que va mantenir fins a l'esclat de la guerra civil. En aquests anys va interessar-se pel gravat, les arts del llibre i molt especialment per la pintura a l'oli. Així, a partir de 1933 va començar a pintar a l'oli d'una manera sistemàtica. La pintura configuraria trenta anys de dedicació en què va realitzar més de 500 obres.
Però el conflicte bèl·lic del 1936 li va suposar tot un gran trasbals: la pèrdua de treball, clients, encàrrecs... La guerra representa uns anys de pors i incerteses: la seva vinculació com a dibuixant amb editorials i entitats religioses i la seva faceta catalanista el fa témer tant dels uns com dels altres. Tot plegat, van prefigurar el final d'una etapa en què tot l'esdevenidor seria molt diferent.
La postguerra va representar una etapa d'introspecció on l'artista va aïllar-se tot conreant la pintura de paisatges. Així, el mateix any 1939 va iniciar una sèrie de pintures de Vallvidrera; i l'any següent, el 1940, va començar una peculiar sèrie de pintures al barri d'Horta de Barcelona, que el va mantenir enfeinat durant gairebé quatre anys. Van ser més de 170 pintures centrades exclusivament en les masies i els horts, les valls i els suaus turons d'aquest indret. Més endavant va realitzar altres sèries de pintures de les contrades de Ripoll i Montgrony. A les acaballes de l'any 1949, va exposar les seves obres al Casino de Ripoll, l'única mostra individual de pintures que va fer.

## La il·lustració naturalista
L'altra important aportació gràfica de Josep Ribot va ser dins de la il·lustració naturalista. Durant els anys 50 va iniciar una col·laboració amb el botànic Francesc Masclans. Així, entre els anys 50 i 60 va contribuir amb les seves il·lustracions, entre d'altres, a les populars Guia per a conèixer els arbres (1958) i la Guia per a conèixer els arbustos i les lianes (1963), ambdues editades pel Centre Excursionista de Catalunya.
Però va ser en l'àmbit de la micologia on va realitza un treball de grans proporcions, científiques i artístiques: una singular col·lecció de prop d'un miler d'il·lustracions dels bolets de Catalunya. Aquest treball va suposar una dedicació d'aquelles d'antany, realitzat, d'altra banda, en la darrera etapa de la seva vida, quan ja tenia més de seixanta anys. Seria a partir de 1953 que va iniciar un treball sistemàtic de recerca i il·lustració de bona part de les espècies micològiques de Catalunya. Els dibuixava a mida natural, emprant un estil figuratiu i realista, els acoloria amb fidelitat, i els ordenava taxonòmicament segons els seus coneixements. Possiblement, amb aquesta col·lecció va demostrar el seu absolut domini del dibuix i la pintura com a valor documental en una obra realitzada amb el rigor, la precisió, la minuciositat i la delicadesa propis d'un gran artista.
Els darrers quatre o cinc anys de la seva vida, si bé ja no dibuixava, els va dedicar a observar, repassar i reordenar tots els seus apunts, dibuixos i documents gràfics.
Va morir a Barcelona el 18 de març de 1974, a l'edat de 85 anys.

## Fons personal
Part del seu fons personal es conserva a l'Arxiu Fotogràfic de Barcelona. El Fons Josep Ribot aplega fotografies, majoritàriament positius sobre paper, de temàtica variada, que mostren la vida barcelonina del primer quart del segle xx. Es troben fotografies de vistes d'indrets emblemàtics de Barcelona, d'esdeveniments festius, esportius i polítics.
La Biblioteca de Catalunya conserva des de l'any 2016 una part important del seu fons personal, format per dibuixos originals, molts acolorits, dedicats a les arts gràfiques, l'etnografia, la botànica, la micologia, entre d'altres.